# Фальсификация чая
Фальсифика́ция ча́я — разновидность продуктовой фальсификации, в результате которой покупателю продаётся низкокачественный или совершенно некачественный чай. Не сортируя, не отсеивая собранное, поскольку это трудно и невыгодно из-за потери времени и сырья, изготовители контрафактного чая порой невольно, не желая этого, создают довольно опасные смеси, которые могут стать причиной отравления, а иногда и смерти потребителей. Основная проблема в борьбе с контрафактным чаем состоит в относительной сложности его выявления. Экспертами-товароведами признано, что наиболее сложная экспертиза проводится для установления фальсификации чая.

## Историческая справка
Фальсификация чая имеет столь же древнюю историю, как и само производство чая. Цель фальсификации во всех странах одна — получение выгоды в связи с широким потреблением чая населением и возможность лёгкого внедрения значительных объёмов фальсифицированного продукта в большие партии настоящего, добротного чая, под видом которого обычно и продаётся фальсифицированный продукт. Виды и методы фальсификации чая, характер фальсифицированного продукта в разных странах различны.

## Разновидности и методы выявления

### Качественная фальсификация чая
Качественная фальсификация чая (введение добавок, не предусмотренных рецептурой; пересортица) является наиболее широко распространённой при его производстве. В качественный чай вводят более низкосортное сырьё, полученное не из первых трёх листочков, а из более старых грубых листьев. При незначительной степени фальсификации установить её практически невозможно. При грубой фальсификации, когда низкосортное сырьё вводится в количествах более 50%, её можно выявить по стандартным методикам для установления сорта чая.
Российскую качественную фальсификацию чая можно подразделить на три основных вида:
- использование для фальсификации настоящего чая природных растительных продуктов местного происхождения,
- подкрашивание и химическая обработка,
- вторичная переработка спитого чая — разновидность качественной фальсификации чая частичной или полной заменой натурального продукта пищевыми отходами, образующимися после извлечения из него наиболее ценных компонентов (реализация спитого чая под видом натурального продукта). Её легко выявить по низкому содержанию экстрактивных веществ.

Широко распространена качественная фальсификация путём реализации низкокачественной продукции под видом высококачественной. Например, гранулированный чай марки «СТС» выдают за байховый (листовой). Очень часты случаи замены высококачественного чая популярных наименований (индийского, цейлонского, китайского) низкокачественными наименованиями (грузинским, азербайджанским, краснодарским и тому подобными).
Ассортиментная фальсификация встречается значительно реже и достигается путём замены чая растительным сырьём схожего внешнего вида. Основными видами качественной фальсификации для высококачественных импортных наименований чая являются подмешивание низкокачественных компонентов (волокон, дробленых черешков) и продажа старого низкокачественного чая. На предприятиях общепита иногда подают раствор жжёного сахара. По внешнему виду он полностью имитирует настоящий чай, однако, если добавить в него лимон, его цвет не изменится, то время как натуральный чай посветлеет. Это объясняется тем, что натуральный чай — это коллоидная система танинов и при добавлении кислоты или щелочи в ней протекают процессы коагуляции и изменяется дисперсный состав частиц. Таким образом, добавление лимона в чай является тестом на его натуральность.

### Количественная фальсификация чая
Под количественной фальсификацией чая (недовес, обмер) понимается обман потребителя за счёт значительных отклонений параметров товара (массы, объёма, длины и тому подобного), превышающих предельно допустимые нормы отклонений. Например, вес нетто пачки занижен или объём стакана, который обычно используется при реализации весового краснодарского чая из мешков, имеет меньший объём за счёт более толстых стенок и так далее.

### Информационная фальсификация чая
Информационная фальсификация чая — обман потребителя с помощью неточной или искажённой информации о товаре. Этот вид фальсификации осуществляется путём искажения информации в товарно-сопроводительных документах, маркировке и рекламе. При фальсификации информации о чае довольно часто искажаются или указываются неточно следующие данные:
- Наименование товара;
- Страна происхождения товара;
- Фирма-изготовитель товара;
- Количество товара.

К информационной фальсификации относится также подделка сертификата качества, таможенных документов, штрихового кода и др. Выявляется такая фальсификация проведением специальной экспертизы, которая позволяет выявить:
- Каким способом изготовлены печатные документы;
- Имеются ли подчистки, исправления в документе;
- Является ли штриховой код на товаре поддельным и соответствует ли содержащаяся в нём информация заявленному товару и его производителю и так далее.

## Методика распознавания чайной фальсификации
Наиболее тщательная экспертиза с целью установления качества чая по показателям, имеющимся в стандартах, но с применением более точных либо более простых экспресс-методов, а также по медико-биологическим требованиям, может проводиться лишь в соответствующим образом оснащённых пищевых лабораториях, а также опытными ценителями чая. Тем не менее, рядовой потребитель сможет распознать чайную фальсификацию, для чего ему, первым делом, необходимо установить вид чая и соответствие общим стандартам качества. Чай скорее всего является качественным (отсутствуют признаки грубой качественной фальсификации) в случае соответствия следующим критериям:
| Байховый чай | Прессованный чай | Гранулированный чай | Ароматизированный чай | Экстрагированный чай |
| --- | --- | --- | --- | --- |
| Чаинки имеют округлую форму, легко отделяются друг от друга. При высыпании на ровную поверхность формируют горку с углом наклона 45° и меньше. Увеличение угла горки показывает либо на плохую скрученность листа, либо на повышенную влажность | Спрессованные в брикет чёрный байховый чай или плитку (кирпич) не скрученные листья зелёного чая определенной массы, не рассыпающиеся на поверхности | Все чаинки имеют правильную округлую форму, легко отделяются друг от друга. При высыпании на ровную поверхность формируют горку с углом наклона 45° и меньше. Увеличение угла горки показывает либо на плохое гранулирование листа, либо на повышенную влажность гранул | Имеет четко выраженный аромат, отличающийся от чайного, за счет терпеноидных и сесквитерпеноидных соединений натурального сырья, либо простых и сложных эфиров при искусственной ароматизации | Жидкость или порошок, не содержащие части чайного растения, имеют характерный чайный или с добавлением натуральных или искусственных ароматизаторов аромат |
| При заваривании чаинки раскручиваются и увеличивают общую поверхность листа | Спрессованные в брикет чёрный байховый чай или плитку (кирпич) не скрученные листья зелёного чая определенной массы, не рассыпающиеся на поверхности | Все чаинки имеют правильную округлую форму, легко отделяются друг от друга. При высыпании на ровную поверхность формируют горку с углом наклона 45° и меньше. Увеличение угла горки показывает либо на плохое гранулирование листа, либо на повышенную влажность гранул | Имеет четко выраженный аромат, отличающийся от чайного, за счет терпеноидных и сесквитерпеноидных соединений натурального сырья, либо простых и сложных эфиров при искусственной ароматизации | Жидкость или порошок, не содержащие части чайного растения, имеют характерный чайный или с добавлением натуральных или искусственных ароматизаторов аромат |
| Турецкий байховый не скрученный имеет нарезанные пластинки листа. Поэтому при заваривании по обычному способу дает малоэкстрактивный настой | Зелёный плиточный чай имеет огрубевшие (одревесневшие) побеги вместе с листьями                                                                      | При заваривании чаинки распадаются на большее количество | Имеет четко выраженный аромат, отличающийся от чайного, за счет терпеноидных и сесквитерпеноидных соединений натурального сырья, либо простых и сложных эфиров при искусственной ароматизации | Жидкость или порошок, не содержащие части чайного растения, имеют характерный чайный или с добавлением натуральных или искусственных ароматизаторов аромат |
| Не содержит огрубевшие побеги | Зелёный плиточный чай имеет огрубевшие (одревесневшие) побеги вместе с листьями                                                                      | Полностью отсутствуют побеги чайного растения | Наряду с чаинками присутствуют листья (или их части) либо плоды (или их части) других растений                                                                                                | Упакованы в герметичную тару из стекла или алюминия |
| Упакован в картонную тару | Таблетированный чай при высыпании на ровную поверхность создаёт горку                                                                                | Упакован в картонную тару | Наряду с чаинками присутствуют листья (или их части) либо плоды (или их части) других растений                                                                                                | Упакованы в герметичную тару из стекла или алюминия |

Помимо определения вида чая и соответствия его общим критериям качества, потребители могут установить более изощрённую качественную фальсификацию следующим образом:
| Способы фальсификации               | Средства фальсификации                                                                    | Методы обнаружения |
| ----------------------------------- | ----------------------------------------------------------------------------------------- | --- |
| Замена                              | Высококачественных наименований чая наименованиями пониженного качества                   | Органолептические методы оценки вкуса, аромата и цвета настоя, при этом обращают внимание на наличие грубого вкуса и слабого цвета настоя, его непрозрачность и мутность. Чаинки неровные, плохо скрученные (для низших сортов) |
| Замена                              | Высших сортов чая низшими сортами того же наименования                                    | Органолептические методы оценки вкуса, аромата и цвета настоя, при этом обращают внимание на наличие грубого вкуса и слабого цвета настоя, его непрозрачность и мутность. Чаинки неровные, плохо скрученные (для низших сортов) |
| Замена                              | Высококачественных наименований чая спитым чаем                                           | Органолептическая оценка. Определение экстрактивных веществ |
| Добавление растительных заменителей | Низкокачественных частей чайной флеши (дробленых черешков листьев, чайной мелочи, крошки) | Визуальный контроль (лучше с использованием оптической линзы) |
| Добавление растительных заменителей | Старого чая                                                                               | Определение вкуса и запаха, при этом обращают внимание на специфические привкусы и запахи, свойственные старому чаю; цвет настоя — тёмный, мутный                                                                               |
| Добавление растительных заменителей | Мешаного чая из высушенных листьев кипрея, вишни, тополя, ивы, дуба, камелии и др.        | Органолептическая оценка по вкусу и запаху, визуальный контроль замоченных листьев |
| Подкрашивание сухого чая            | Колером, другими красящими веществами                                                     | Перемешивание сухого чая с холодной водой, при этом красители окрасят холодную воду |

- При грубой качественной фальсификации, когда низкосортное сырьё вводится в количествах более 50% от общей массы, её можно выявить путём установления сорта чая;
- Реализацию спитого чая легко отличить по низкому содержанию экстрактивных веществ;
- Выявить количественную фальсификацию достаточно просто, предварительно измерив массу или объём поверенными измерительными мерами веса и объёма;
- Информационная фальсификация выявляется путём проведением специальной экспертизы, которая позволяет выявить:

1. каким способом изготовлены печатные документы;
2. имеются ли подчистки, исправления в документе;
3. является ли штриховой код на товаре поддельным и соответствует ли содержащаяся в нём информация заявленному товару и его производителю и другим данным.

### Меры предосторожности при покупке
При покупке необходимо обращать внимание на внешний вид сухого чая, прежде всего на цвет. Сухой чёрный чай высокого качества должен быть непременно тёмным (тёмно-коричневого или чёрного цвета), но ни в коем случае не серым. Кроме того, чай должен быть однородным без всяких посторонних примесей. Зелёный чай в сухом виде почти целиком сохраняет цвет необработанных листьев, который колеблется от золотистого и серебристо-зелёного до тёмно-оливкового, при этом отчётливо видны белые нижние края листочков. Порошковый зелёный чай встречается очень редко, и в российских магазинах купить его практически невозможно
. Покупателям следует быть особо осторожными при покупке пакетированного чая, так как он не может быть качественным в принципе. За рубежом, где пакетированный чай готовят всегда из самых низших и дешёвых сортов, особенно в Индии, Англии и США, его оформляют красиво, в прочную бумагу, но рассчитан этот чай на неквалифицированных, случайных, либо финансово несостоятельных покупателей.

## Борьба с фальсификацией чая

### В Российской империи
Известный российский знаток чая Александр Григорьевич Кузнецов писал, что в 70-е, 80-е годы XIX века фальсификация чая находилась в зените.
О фальсификациях чая докладывал императору в 1901 году министр финансов России Сергей Юльевич Витте. Стабильное годовое снижение государственных сборов от чайного импорта обратило на себя внимание министерства финансов России, которое сочло нужным подвергнуть его всестороннему изучению. При этом обнаружилось, что ежегодно на территорию Российской империи контрабандным путём ввозятся довольно значительные партии чая (от 30 до 40 тысяч пудов в год — только по европейской границе), и ввоз этот мотивируется слишком высокими ввозными пошлинами (21 золотой рубль с пуда), превышающими в 2—3 раза стоимость самого продукта. Министром финансов падение доходов от чайной торговли приписывалось развитию фальсификации чая. Одиннадцать членов государственного совета ответили ему следующим образом:

Понижение в последние годы таможенного дохода от чайной торговли едва ли можно объяснить усилившейся фальсификацией чая. Фальсификация эта существует издавна и, по свидетельству бывшего нижегородского генерал-губернатора генерал-адъютанта графа Игнатьева, уже в 1879 году к нему поступали постоянные жалобы от ярмарочного купечества, сетовавшего на развитие фальсификации в чайной торговле, что и побудило его принимать различные меры для пресечения оных
Оригинальный текст (рус.)Пониженіе въ послҍдніе годы таможеннаго дохода отъ чая едва ли можно объяснить усилившеюся поддҍлкою чая. Поддҍлка эта существуетъ издавна и, по удостовҍренію бывшаго нижегородскаго генералъ-губернатора генералъ-адъютанта графа Игнатьева, уже въ 1879 году къ нему поступали постоянныя жалобы отъ ярморочнаго купечества на развитіе фальсификаціи въ чайной торговлҍ, что и побудило его принимать различныя мҍры для пресҍченія или, по крайней мҍрҍ,
— Журнал «Русская мысль», 1901, книга II
О низкокачественном «кавказском брусничном чае», массово реализуемом в России, писала в 1894 году в журнале «Наблюдатель», дореволюционная защитница прав потребителей В. Г. Швецова.
Основным сырьём для подделки чая в России служил кипрей, в Сибири — бадан. К суррогатным растительным продуктам принадлежали также морковь и изредка отдельные виды кавказской лавровишни.

### В Советском Союзе
В годы советской власти, начиная с 1924 года, вели усиленную борьбу с распространением и нелегальной продажей фальсифицированного чая, поэтому уже с 1932—1933 годов фальсифицированный чай в СССР не появлялся, тем более что несколько «чайных» мошенников были показательно осуждены как злостные вредители. Однако после Великой Отечественной войны при пересмотре законодательства сняли как анахронизм те статьи, которые предусматривали наказание за фальсификацию чая. Те, кто ещё помнил о них, шутили в начале 1980-х годов, что их вновь следовало бы ввести, чтобы наказывать за производство отвратительного грузинского чая, качество которого катастрофически снизилось в период «перестройки».
Ещё в 1984 году, заявление главного технолога В. Аралова о катастрофически снизившемся качестве грузинского чая, одновременно с отбракованием 27 тонн чая вызвало грандиозный скандал и было вскоре растиражировано прессой, попав в том числе и в западные издания, среди прочих — даже в индийский «Economic and Political Weekly».

### В современной России
Начиная с 1992 года страну наводнили разного рода импортные чаи с яркими «заграничными» этикетками, написанными, как правило, по-английски, независимо от того, производство какой страны на них указано. Чаще всего это были китайские и цейлонские (судя по названию на этикетке) чаи, но были также чаи, на этикетках которых было указано, что их произвели в Германии или Голландии. Подавляющее большинство из них было либо фальсифицированы либо крайне низкого качества, что принудило Общество защиты прав потребителей время от времени публиковать в прессе наименования фирм и марок, чай которых не только не удовлетворяет элементарным требованиям ГОСТа, но и содержит опасные для здоровья примеси.
В 2007 году в Санкт-Петербурге были обнаружены два цеха по производству фальсифицированного кофе и чая. Суррогат отсюда (под видом чая Lipton) продавали в Москве, Московской области, Санкт-Петербурге, Ленинградской области, в Дальневосточном, Сибирском, Уральском, Центральном регионах России и даже в Белоруссии. Предположительно этот бизнес существовал не менее года. По словам начальника пресс-службы Главного управления МВД России по СЗФО Игоря Анищенко, поддельный чай и кофе производили в промышленных масштабах и распространяли в огромных количествах. Были обнаружены целые эшелоны подделок. Распознать изготовленную в цехах подделку сложно. Поставщики упаковок работали по фальшивым документам фирм, продукцию которых имитировали. В итоге покупатели, заплатив, к примеру, за высококачественный цейлонский чай, пили дешевый низкосортный из Вьетнама. Подобные случаи обнаружения выпуска поддельного кофе и чая происходили регулярно. Так, например, в 1999 году были обнаружены два подпольных завода в Москве и Московской области, занимавшихся выпуском поддельного кофе и чая известных марок. Производство фальшивой продукции приносило организаторам несколько миллионов долларов чистого дохода ежемесячно. Обман обнаруживался лишь после вскрытия упаковки: в случае чая внутри находился низкосортный грузинский чай, который и заварить толком было нельзя, а у кофе аромат отсутствовал напрочь.
Госдума РФ в ближайшее время[когда?] рассмотрит законопроект технического регламента на чай и чайную продукцию. Данный документ разработан в соответствии с европейскими стандартами и направлен на обеспечение безопасности чая и чайной продукции, а также процессов их производства, перевозки и хранения. В законопроекте оговаривается допустимое содержание химических веществ, соответствующих требованиям микробиологической и радиологической безопасности. Отныне, чай будет подразделяться на пять типов — стопроцентный, с добавками, чайный напиток (где содержание чая менее 50 %), растворимый и холодный чай (который продают в бутылках). Также чай будет классифицироваться по цвету: чёрный, зелёный, белый, жёлтый и красный. Особое внимание уделяется чаям в пластиковых бутылках, так называемым холодным. Их проходной балл — не менее одного грамма экстракта чая на литр жидкости. Только при данном условии продукт сможет называться чаем. Как прокомментировал эксперт Общества защиты прав потребителей Роман Гайдашов: «То, что холодный чай известных марок, таких как Nestea и Lipton, отвечает и будет отвечать требованиям нового технического регламента – не удивительно. Ведь сам документ «под них», основных игроков, скорее всего и разрабатывался».

## В Западной Европе
В Западной Европе, в том числе в Англии, в XIX — начале XX века был распространён такой вид фальсификации, как подмес к чаю ржавых металлических опилок, которые сильно увеличивали вес каждой пачки и, следовательно, позволяли выдать меньшее количество подлинного чая за большее, а разницу в цене положить в карман. И, как это ни покажется странным, никоим образом не затрагивалось качество продукта. Более того, не наносился вред здоровью покупателя такого «утяжелённого» чая, ибо металл легко отсеивался или же, в случае его несвоевременного обнаружения, попросту оставался на дне заварочного чайника.